# Popeasca, Ștefan Vodă
Popeasca este un sat din raionul Ștefan Vodă, Republica Moldova.

## Istoria localității
Pentru prima dată apare notat cu numele POPOFCA pe harta lui Bawr din 1770 ( 1774)
Alte mențiuni cartografice: POPOVKA ( H – 1917), POPOVKA (H – 1820), POPOVKA ( H – 1850), POPOVKA ( H – 1916), POPEASCA (HT – 1920) și altele.
Din cele povestite  de bătrâni despre istoria satului POPEASCA, aflăm că începuturile sale se referă la anii 1730 – 1760.
Se povestește că mai la sud de așezarea actuală a satului se găseau, pe timpuri, pășuni libere, pământuri nelucrate și aproape nepopulate.
Se presupune că în jurul anului 1730, nu avem nici o dovadă scrisă referitoare la această dată, prin ținuturile stepei Bugeacului s-a ridicat un mare bogătaș (boier), alte versiuni, un baci bulgar, pe nume POPOV SAVA și a venit în părțile noastre cu turmele sale de oi. Găsind condiții avantajoase pentru trai, platformă pentru comerț, păduri bogate, soluri fertile și roditoare cât și imediata apropiere a luncii Nistru, boierul se stabilește în această regiune.

## Așezare Geografică
Localitatea Popeasca  este  un sat pitoresc  din Bugeac , situat  în partea de Nord Vest a raionului  Ștefan Vodă , pe o colină dintre valea Nighicea și valea Bostanului , ramificați de dreapta Văii Știubei , Satul Popeasca este o localitate in Raionul Ștefan Vodă situata la latitudinea 46.6025 longitudinea 29.5369 si altitudinea de 125 metri fata de nivelul mării. Această localitate este in administrarea or. Ștefan Vodă. Conform recensământului din anul 2004 populația este de 2 717 locuitori. Distanța directă până în or. Ștefan Vodă este de 16 km. Distanța directă până în or. Chișinău este de 85 km.   

## Structura etnică
Structura etnică a localității, conform recensământului populației din 2004:
| Grup etnic                                               | Populație | % Procentaj  |
| -------------------------------------------------------- | --------- | ------------ |
| Băștinași declarați Moldoveni Băștinași declarați Români | 2624 62   | 96,58% 2,28% |
| Ruși                                                     | 23        | 0,85%        |
| Ucraineni                                                | 6         | 0,22%        |
| Bulgari                                                  | 1         | 0,04%        |
| Alții                                                    | 1         | 0,04%        |
| Total                                                    | 2717      |              |

## Administrație și politică
Componența Consiliului local Popeasca (11 consilieri), ales la 5 noiembrie 2023, este următoarea:
|  | Partid                                  | Consilieri | Componență | Componență | Componență | Componență | Componență | Componență | Componență |
|  | --------------------------------------- | ---------- | ---------- | ---------- | ---------- | ---------- | ---------- | ---------- | ---------- |
|  | Partidul Acțiune și Solidaritate        | 7          |            |            |            |            |            |            |            |
|  | Candidat independent DIANA ZMEU         | 1          |            |            |            |            |            |            |            |
|  | Candidat independent ALEXANDRU PĂDUREȚ  | 1          |            |            |            |            |            |            |            |
|  | Candidat independent ION SLISARENCO     | 1          |            |            |            |            |            |            |            |
|  | Candidat independent ANATOLIE CHISĂLIȚĂ | 1          |            |            |            |            |            |            |            |

## Destinații turistice
“Poiana Dorului” din pădure-grădină Nighicea
Odată la doi ani în fiecare vară aici are loc festivalul – concurs regional „În Poiana Dorului”
La acest eveniment cultural – artistic participă colective folclorice din localitățile raionului Ștefan Vodă cât și alți invitați speciali.
Satul Popeasca este inclus în Parcul Național/Zona Ramsar  "Nistrul de Jos"

## Personalități marcante
Victor Osipov - (n. 8 octombrie 1971, Popeasca, raionul Ștefan Vodă) este un politician din Republica Moldova, care din 18 februarie 2015 îndeplinește funcția de viceprim-ministru pentru reintegrare al Republicii Moldova, fiind a doua oară în acest post după mandatul din perioada 2009-2011 în Guvernul Filat (1).
În prezent – Ambasador Extraordinar și Plenipotențiar al Republicii Moldova în Republica Austria.
Viorel Miron - Președintele Asociației de Dezvoltare a Turismului din Moldova.
Anton Port – matematician, meșter popular, expert în sisteme eoliene, instalații pentru captarea razelor solare.